# Freak Show (Podcast)
Die Freak Show (kurz FS; bis 11. Juli 2013 mobileMacs) ist ein seit April 2008 im Zweiwochenrhythmus erscheinender Podcast, der von Tim Pritlove moderiert und produziert wird. Neben Pritlove gehören Denis Ahrens, John-Paul „hukl“ Bader (seit Folge 36), Ruotger „Roddi“ Deecke (seit Folge 78), Clemens Schrimpe (seit Folge 102, zuvor Gast in Folge 96) und Katja „Letty“ Dittrich (seit Folge 174) zum Team. Gründungsmitglied war Max Winde, der nach Folge 101 ausschied. Regelmäßig werden Gäste eingeladen, darunter Linus Neumann, Hans Heinrich Hübner oder Pavel Mayer.
Der Podcast behandelt aktuelle technische Themen, zum Beispiel neue Produkte von Apple oder Konzepte wie Bitcoin und ZFS. Es wird nach eigener Darstellung „ausführlich über Freuden und Schmerzen im Umgang mit Technologie, Computern, Netzen aber auch anderen kulturellen Aktivitäten vom Gitarre spielen bis zum Bier brauen“ diskutiert.
Eine Episode hat typischerweise eine Länge von ca. vier Stunden. Seit dem 1. April 2008 sind über zweihundert Episoden erschienen. Die Sendungen werden live gestreamt. Über einen zugehörigen slack-Kanal (bis Frühjahr 2016 IRC-Kanal #freakshow auf Freenode) können die Zuhörer mit dem Team interagieren. Die Zuhörer erstellen auch sogenannte Sendungsnotizen, sodass der Inhalt der Folgen als Text durchsucht werden kann.
Intro, Outro und die Warteschleifenmusik wurden von Florian Erlbeck komponiert, welcher unter anderem auch die Musik für Marienhof komponiert hat.
Liveauftritte mit Aufzeichnung des Podcasts vor Publikum fanden bisher beim Chaos Communication Camp und beim Chaos Communication Congress vom Chaos Computer Club statt.

## Rezeption
Laut der Apple-Fachzeitschrift Mac Life erreicht die Freak Show pro Episode etwa 45.000 Zuhörer, bei iTunes zählt sie zu den beliebtesten Technikpodcasts. Das Magazin t3n bezeichnete die Sendung 2012 und 2014 als einen der besten deutschsprachigen Tech-Podcasts. In einer Umfrage der deutschen Version des Technikmagazins Wired auf Twitter erreichte der Podcast bei 254 Umfrageteilnehmern 2015 den vierten Platz.
Mediale Aufmerksamkeit wurde dem Podcast im April 2013 nach der Veröffentlichung des Songs „Funktional kaputt“ zuteil, der die Einführung von gedrosselten Internetanschlüssen kritisiert. Es berichteten unter anderem Die Welt, netzpolitik.org und Fritz Trackback. Die Einnahmen von über 800 Euro aus dem Verkauf bei iTunes, wo der Song Platz 25 in den Charts erreichte, wurden an die Digitale Gesellschaft gespendet.
Besprechung des Freak-Show-Podcasts im Podcast Frei-Schnauze. 2014 wurde Tim Pritlove zum Thema Freak Show im Podcast Schwarmtaler von David Scribane interviewt.